# Ines Lex
Ines Lex (* 1981 in Backnang) ist eine deutsche Opern-, Operetten- und Konzertsängerin mit der Stimmlage lyrischer Sopran.

## Leben und Wirken
Nach dem Abitur am Max-Born-Gymnasium Backnang studierte Ines Lex Gesang bei Ulrike Sonntag und Thomas Pfeiffer an der Hochschule für Musik und Darstellende Kunst Stuttgart. Von September 2003 bis 2004 war sie Studentin bei Elizabeth Ritchie an der Royal Academy of Music London. Ines Lex besuchte Meisterkurse u. a. bei Ingrid Figur, Christine Schäfer, Edith Wiens und an der Internationalen Bach-Akademie Stuttgart bei Klesie Kelly.  
Von 2007 bis 2010 war Ines Lex Ensemblemitglied am Landestheater Innsbruck. Dort sang sie u. a. Najade (Ariadne auf Naxos), Zdenka (Arabella), Lisa (Gräfin Mariza), Tuptim (The King and I), Marie (Zar und Zimmermann) und in der aktuellen Wiederaufnahme 2009 die Eliza in My fair Lady. Seit der Spielzeit 2010/2011 ist sie Ensemblemitglied am Opernhaus Halle.
Zum Rollenrepertoire der Künstlerin zählen des Weiteren Susanna (Figaros Hochzeit), Woglinde (Das Rheingold), Musetta (La Bohème) und Teofane (Ottone).
Bekanntheit erlangte Ines Lex durch ihre Auftritte im Historischen Stadttheater Weißenhorn mit der Partie der Eva in der komischen Oper Die Schwäbische Schöpfung oder Adams und Evas Erschaffung und ihr Sündenfall von Sebastian Sailer. Zudem wirkt sie als Lied-, Konzert- und Oratoriensängerin im deutschsprachigen Raum, arbeitete mit den Dirigenten Helmuth Rilling und Roger Norrington. Im Rahmen des Europäischen Musikfestivals war Ines Lex Solistin in Bachs A-Dur Messe, Leitung Klaus Breuninger, Bachs h-Moll-Messe, Leitung Helmuth Rilling, bei Konzerten in der Berliner Philharmonie, in Essen und in der Leipziger Thomaskirche. Aufmerksamkeit fand ihre Mitwirkung in Händels Oratorium Israel in Egypt im November 2007 in Stuttgart gemeinsam mit der Stuttgarter Kantorei.

## Auszeichnungen und Preise
- 1987: 1. Preis Landeswettbewerb Baden-Württemberg „Jugend musiziert“
- 1988: 1. Preis Landeswettbewerb Baden-Württemberg „Jugend musiziert“
- 1988: Einladung zum Workshop „Alles Oper“ an die Semperoper Dresden
- 2003: „Blyth-Buesst Operatic Prize“ London
- 2003: 2. Preis „John Ireland-Song-Competition“ London
- 2004: „Elena Gerhardt Lieder Prize“ London